# Enantato de metenolona
El enantato de metenolona es un esteroide anabólico derivado de la dihidrotestosterona. Se trata de un éster derivado de la metenolona que se vende comúnmente bajo los nombres de marca Primobolan (en forma de tabletas) o Primobolan Depot (inyectable).
Cuando interactúa con la enzima aromatasa no se forma ningún estrógeno. Es utilizado por las personas que son muy susceptibles a los efectos secundarios estrogénicos, que tienen menores propiedades estrogénicas que la nandrolona.
La metenolona, en forma de enantato y acetato, está disponible como una inyección o como una formulación oral. La inyección se considera que tiene una mayor biodisponibilidad. Es un enantato de éster que es bastante largo actuando. También tiene una mayor tasa de supervivencia.
Las tabletas se encuentran en una fórmula efímera de acetato. La metenolona no es 17-alfa-alquilada, pero sí 1-metilado para la administración oral. Esto reduce la presión sobre el hígado y su disponibilidad. En dosis de 200 mg por semana o menos (intramuscular) la presión arterial rara vez se ve alterada. La metenolona puede ser de supresión del eje hipotálamo-hipofisario-gonadal.
El enantato de metenolona es una sustancia dopante utilizada en el culturismo y en otros deportes para aumentar el rendimiento.